# رجل في أرجوحة
الرجل في الأرجوحة (بالفرنسية: L'Homme au hamac) لوحة من إبداع الفنان الفرنسي ألبرت غليزس، تم تنفيذها في عام 1913. عُرضت هذه اللوحة في معارض مختلفة، منها مودرني أوميني"Moderni Umeni" في براغ (فبراير - مارس 1914) و"دير شتورم" في برلين (يوليو - أغسطس 1914). كما أعيد نشرها في الصحافة الفرنسية، حيث ظهرت في "Guillaume Apollinaire, Paris-Journal" في 4 يوليو 1914، وفي وقت لاحق تم نشرها مجددًا في "Chroniques d'Art" عام 1960.
من الناحية الفنية، تُجسد اللوحة مبدأ "المنظور المتحرك" الذي تناولته في كتاب "التكعيبية"، الذي شارك فيه جليزيس والرسام الفرنسي جان ميتزينجر. يعتقد بعض الخبراء أن الرجل الذي يظهر في الأرجوحة هو في الواقع جان ميتزينجر نفسه. كانت اللوحة جزءًا من مجموعة ميتزينجر الخاصة، والتي كانت المالك الأول للعمل. حالياً، تعتبر اللوحة جزءًا من المجموعة الدائمة لمعرض ألبرايت-نوكس للفنون في بوفالو، نيويورك.

## وصف
الرجل في الأرجوحة هي لوحة زيتية على قماش بأبعاد 130 × 155.5 سم (51.2 × 61.2 بوصة)، موقعة ومؤرخة بـ "Alb Gleizes 13" في الزاوية السفلى اليسرى. تم تنفيذها في عام 1913، وتُظهر اللوحة مزيجًا مثيرًا من الحركة ذهابًا وإيابًا، كما كتب المؤرخ الفني دانيال روبينز (غوغنهايم، 1964)، وتقدم تكوينًا يعتمد على تقاطع الأقطار القوية.
ترتبط هذه اللوحة بعدد من الأعمال الأخرى، مثل لوحة مائية ورسمة بالحبر السيوبي فوق قلم رصاص من عام 1909، ورسم بالقلم والحبر يعود لعام 1913، بالإضافة إلى ثلاثة أعمال أخرى على الأقل في وسائط مختلفة. يوجد أيضًا نسخة كبيرة من الرجل في الأرجوحة تعود لصيف عام 1909 على الجهة الخلفية من المنازل بين الأشجار (113.5 × 154 سم، 1910). في النسخة الأولى التي تسبق التكعيبية وفي رسم صغير بالزيت (كان في مجموعة إيدا بيينرت في دريسدن)، يظهر الرجل وهو يرتدي قبعة كبيرة من السومبريرو. 

## صورة لجان ميتزينجر
ييمكن رؤية شكل الشخص المتكئ بوضوح، حيث يظهر وجهه من منظورين مختلفين في نفس الوقت: جانبي وأمامي. على الرغم من أن رؤية ملامح الوجه من زوايا متعددة في وقت واحد أمر نادر في أعمال جليزيس، إلا أنه يظهر بشكل متكرر في أعمال ميتزينجر. تقع هذه الشخصية في مشهد طبيعي، حيث تمتد خلفية اللوحة نحو المباني النموذجية لضواحي باريس في حوالي عام 1910، وتظهر في الجزء العلوي الأوسط من الصورة. في المقدمة، الساق اليمنى للشخص الجالس مدعومة بكرسي حديقة على الطراز الباريسي. الطاولة الموجودة بجانب الذراع اليمنى للجالس، والتي تم تصويرها كما لو كانت مرئية من أعلى وفقًا للهندسة غير الإقليدية التي نادى بها بول سيزان، تحمل عدة عناصر؛ مثل مزهرية، وكأس، وبعض الفاكهة (ربما الليمون)، وملعقة. وفقًا لكريستيان برييند (المتحف الوطني للفن الحديث، باريس)، تعتبر الملعقة الطويلة إشارة إلى أحد العناصر الأساسية في العمل الرائد لميتزينجر Le goûter (وقت الشاي) عام 1911، الذي وصفه أندريه سالمون بـ "La Joconde du Cubisme" (موناليزا التكعيبية). 
استخدم مجموعة كبيرة من الألوان تتراوح من مناطق كبيرة من الأصفر المائل إلى الأحمر والأبيض والأزرق، المحيطة بشكل الجريسيل .
من المحتمل جدًا أن يكون الرجل الممثل في اللوحة هو صورة لجان ميتزينجر. الكتاب المسمى كلمات قبل الحياة Paroles devant la vie، الذي يحمله العارض بشكل بارز، كتبه ألكسندر ميرسرو في عام 1913. كان جليزيس قد شارك في تأسيس Abbaye de Créteil وكان على دراية كبيرة بكتابات ميرسرو. كتب ميتزينجر نصًا مهمًا عن ميرسرو في عام 1911. وكان ميرسرو هو من قدم جليزيس إلى ميتزينجر في عام 1910. وكان ناشر ميرسرو، يوجين فيغويير، قد نشر في العام السابق كتاب Du "Cubisme"، البيان التكعيبي الذي كتبه جليزيس وميتزينجر.

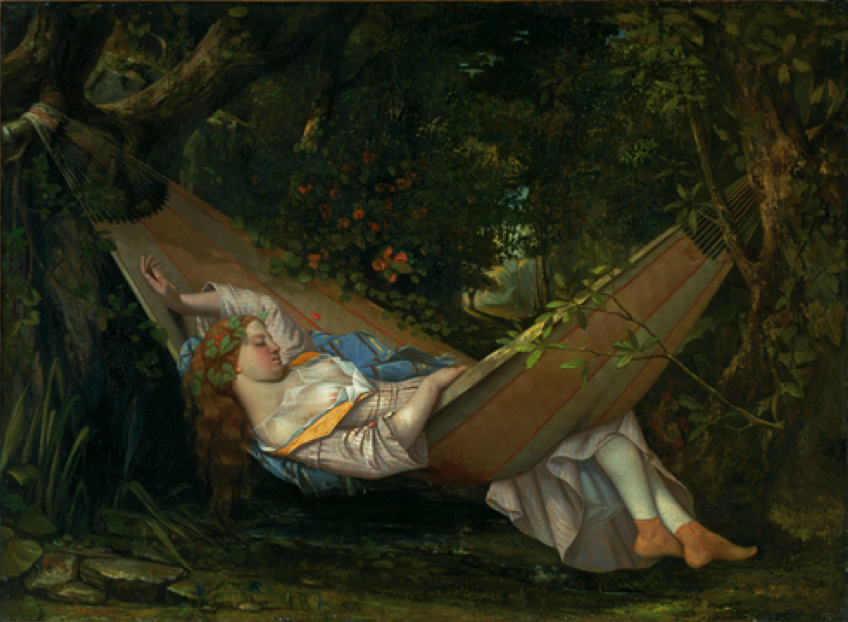
غوستاف كوربيه ، 1844، الحلم (الأرجوحة) ، زيت على قماش، 70.5 × 97 سم، متحف أوسكار راينهارت، سويسرا

## الأدب
- غيوم أبولينير، باريس جورنال ، 4 يوليو 1914، راجع. سجلات الفن ، 1960. ص. 405
- ألبرت جليزيس، L'Epopee ، Le Rouge et le Noir، أكتوبر 1929، ص. 81
- الرسم والنحت من العصور القديمة حتى عام 1942، معرض ألبرايت-نوكس للفنون، ستيفن أ. ناش - 1979
- مراجعة السبت ، 1965
- ألبرت جليزيس، 1881-1953: معرض استعادي، متحف سولومون آر جوجنهايم - 1964
- مراجعة السبت ، هنري سيدل كانبي، برنارد أوغسطين دي فوتو، جورج كوبر ستيفنز - 1965
- رسامو القسم الذهبي: البدائل للتكعيبية. معرض 27 سبتمبر - 22 أكتوبر 1967، معرض ألبرايت نوكس للفنون، بوفالو، نيويورك - 1967
- ملاحظات المعرض، معرض ألبرايت-نوكس للفنون - 1970
- روائع الأعمال الفنية في معرض ألبرايت-نوكس للفنون ، معرض ألبرايت-نوكس للفنون، كارين لي سبولدينج - 1999
- 125 تحفة فنية من مجموعة معرض ألبرايت-نوكس للفنون ، كارين لي سبولدينج، معرض ألبرايت-نوكس للفنون - 1987
- ملاحظات المعرض، أكاديمية بوفالو للفنون الجميلة - 1958
- مجموعة متحف جوجنهايم: لوحات، 1880-1945 ، متحف سولومون ر. جوجنهايم، أنجليكا زاندر رودينستاين - 1976
- ألبرت جليز: كتالوج رايسونيه ، ألبرت جليز، آن فاريشون، دانييل روبينز - 1998
- لوييل، جورج بيرنييه، روزاموند بيرنييه - 1999
- ألبرت جليزيس وآخرون: 11 ديسمبر 1970 - 25 يناير 1971
- أندريه دوبوا، سانت إتيان (لوار، فرنسا). متحف الفن والصناعة – 1970
- موريس رينال: فرقة بيكاسو، ديفيد رينال - 2008
- ملاحظات المعرض، معرض ألبرايت-نوكس للفنون - 1953
- أعمال نثرية، غيوم أبولينير، ميشيل ديكودين، بيير كايزرجيس - 1991
- سجلات المزادات الدولية، 1992